# Derby Acres (Kalifornija)
Derby Acres je naseljeno područje za statističke svrhe u američkoj saveznoj državi Kalifornija. Prema popisu stanovništva iz 2010. u njemu je živjelo 322 stanovnika.